# L'últim xantatge
L'últim xantatge (títol original: The Happy Thieves) és una pel·lícula de crim i comèdia dramàtica estatunidenca de 1961 protagonitzada per Rex Harrison i Rita Hayworth i dirigida per George Marshall. La pel·lícula està basada en la novel·la The Oldest Confession de Richard Condon. Està doblada al català.
Va tenir una mala acollida, i Harrison més tard la va descriure com "una brossa absoluta".

## Argument
Un valuós quadre de la duquessa Blanca és robat de nit del seu castell a Espanya per un dels seus hostes, en Jimmy Bourne, que substitueix l'obra original per un duplicat. Aleshores, el lladre passa el quadre a la seva parella en el crim, l'Eve Lewis. No obstant això, l'obra d'art els és robada posteriorment per un home que actua en nom del doctor Victor Muñoz, el cosí de la duquessa.
L'Eve vol anar a per ell, però en Víctor li fa xantatge a ella i en Jim, exigint-los que robin un altre reconegut quadre (El dos de maig de 1808 a Madrid) de Francisco de Goya del Museu del Prado de Madrid. L'artista Jean Marie Calbert crea una còpia exacta del quadre, i està previst que hi hagi un canvi durant la corrida de toros de comiat d'un famós matador, Cayetano, amb qui la duquessa té intenció de casar-se.
Durant la corrida, en Víctor dispara en secret a en Cayetano per tal de crear una diversió que ajudarà al robatori d'art. La notícia de la mort del matador s'estén ràpidament per la ciutat i distreu els guàrdies del Museu del Prado, permetent a en Jim i en Jean començar a canviar els dos quadres. En Jean abandona de sobte l'habitació abans que acabin, però l'Eve arriba a temps per ajudar a en Jim a completar el canvi abans que tornin els guàrdies.
Més tard, en Jean apareix i va amb en Jim a la casa d'en Víctor, on el troben mort. Aleshores són incriminats per aquest assassinat per la duquessa, que havia matat a Víctor per venjar la mort d'en Cayetano. Utilitzant el quadre robat de Goya com a moneda de canvi, en Jim negocia amb les autoritats i assegura la llibertat per en Jean i una reducció de la pena de presó per a ell. L'Eve promet esperar-lo.

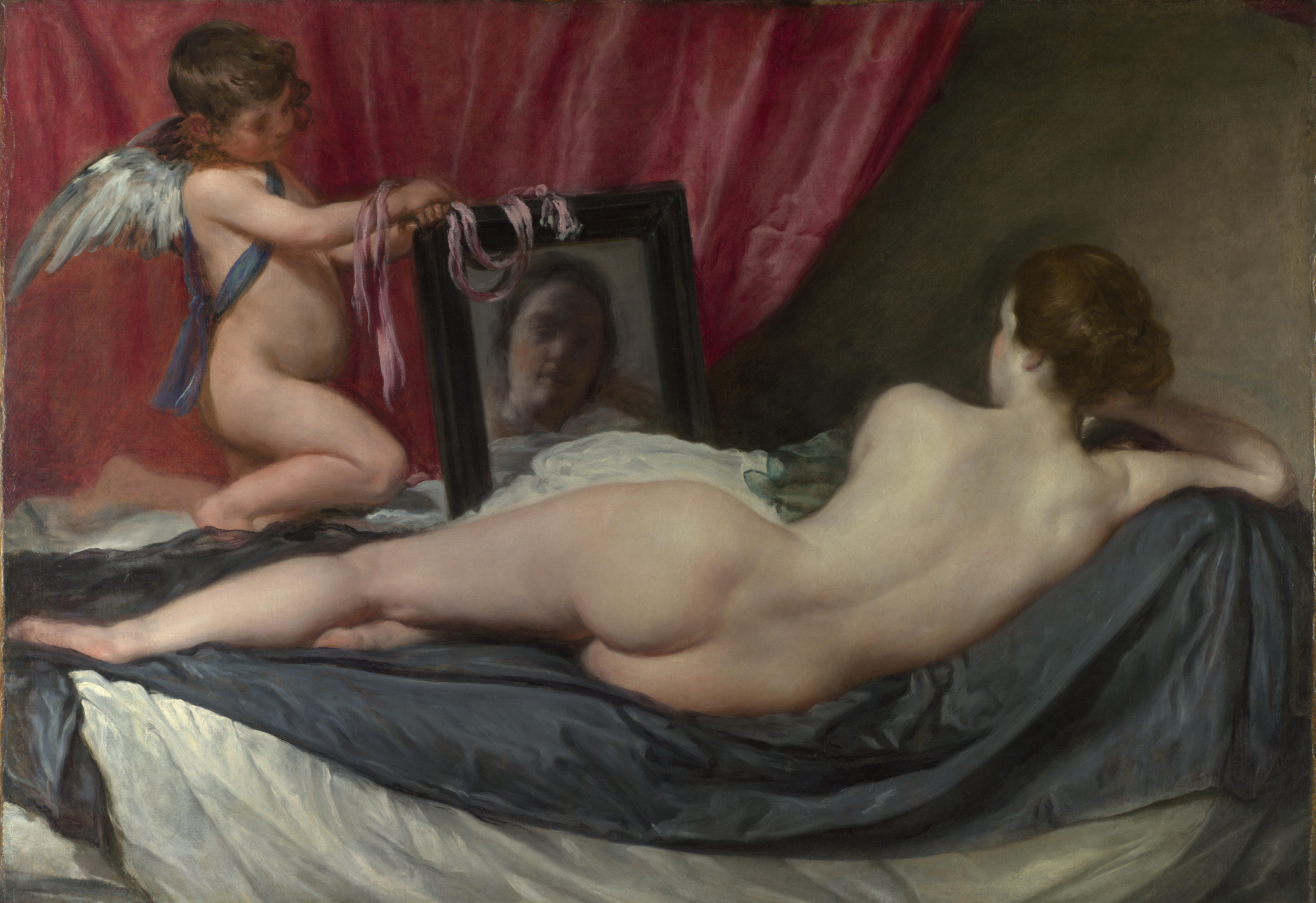
El quadre robat al castell és la Venus del mirall de Diego Velázquez.
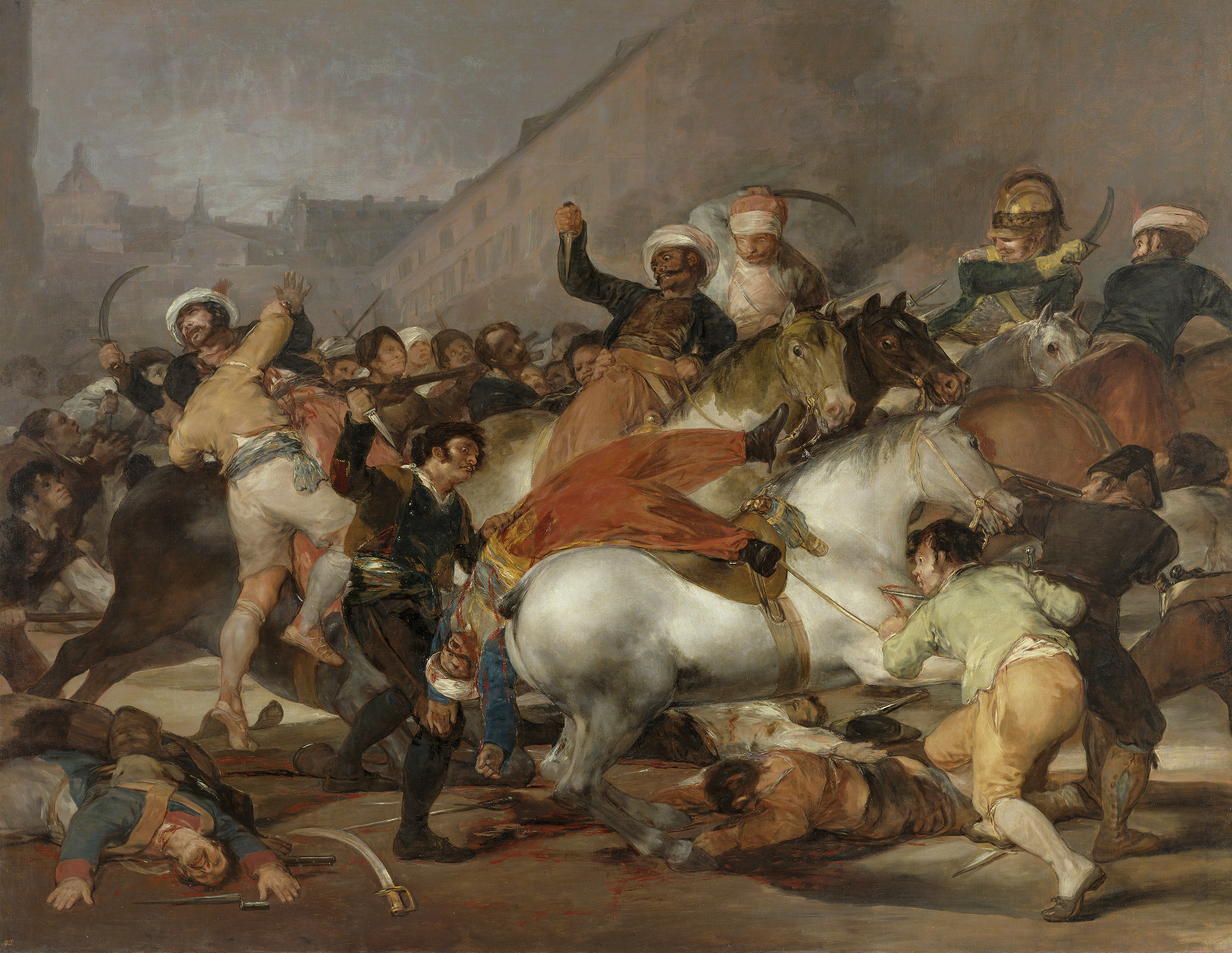
El quadre que pensen robar al Museu del Prado és El dos de maig de 1808 a Madrid de Francisco de Goya.
L'excusa per treballar al Prado és pintar una còpia legal de El tres de maig a Madrid de Goya.

## Repartiment
- Rita Hayworth com Eve Lewis
- Rex Harrison com Jimmy Bourne
- Joseph Wiseman com Jean Marie Calbert
- Alida Valli com duquessa Blanca
- Grégoire Aslan com Dr. Victor Muñoz
- Virgílio Teixeira com Cayetano
- Peter Illing com Mr. Pickett
- George Rigaud com inspector de policia espanyol
- Gérard Tichy com Antonio